# Rozkvitnenska, Stanîcino-Luhanske
Rozkvitnenska (în ucraineană Розквітненська) este o comună în raionul Stanîcino-Luhanske, regiunea Luhansk, Ucraina, formată numai din satul de reședință.

## Demografie
Componența lingvistică a comunei Rozkvitnenska
     Rusă (84,04%)
     Ucraineană (14,85%)
     Alte limbi (0,48%)
Conform recensământului din 2001, majoritatea populației comunei Rozkvitnenska era vorbitoare de rusă (84,04%), existând în minoritate și vorbitori de ucraineană (14,85%).